# Orest Onofrei
Orest Onofrei (n. 17 mai 1957, Marginea, județul Suceava) este un medic veterinar și politician român. Membru al Partidului Democrat Liberal (PD-L), el a reprezentat județul Suceava în  Camera Deputaților în legislatura 2004 - 2008 dar a demisionat pe data de 3 februarie 2005 și a fost înlocuit de deputatul Romică Andreica.  Orest Onofrei a fost ales   senator în legislatura 2008 - 2012. În cadrul activității sale parlamentare, Orest Onofrei a fost membru în grupul parlamentar de prietenie cu Regatul Unit al Marii Britanii și Irlandei de Nord  și în grupul parlamentar de prietenie cu Republica Austria.  

## Cariera politică
În ianuarie 2005, a fost numit prefect al județului Suceava. În aprilie 2008, a fost demis din funcția de prefect și numit subprefect al aceluiași județ. Între timp, în noiembrie 2004, la alegerile  legislative din România, a fost ales în Camera Deputaților ca membru al Partidului Național Liberal (PNL), care a servit până la demisia sa la începutul anului următor.  În august 2008, a demisionat și a decis să candideze la alegerile legislative din 2008 pe listele PD-L, și a fost ales senator. 
A fost nominalizat în 2009 pentru a face parte din cel de-al doilea Cabinet Emil Boc, dar la scurt timp după aceea, a renunțat la acest birou după ce presa a început să vorbească despre accidentul de mașină în care a fost implicat. Onofrei și-a explicat decizia spunând că nu vrea să pună președintele sau prim-ministrul într-o situație dificilă.

## Accidentul de mașină
În iunie 2002, în timp ce conducea peste limita legală prin satul Cleja, a lovit și ucis un copil de 8 ani, Paul Hădărag. În 2006, a fost condamnat la o pedeapsă cu suspendare de un an de închisoare. El a făcut apel, iar sentința a fost anulată în 2007. În 2011, Orest Onofrei a fost achitat definitiv de Curtea de Apel din București.